# Kanton Hagetmau
Der Kanton Hagetmau war von 1790 bis 2015 ein französischer Wahlkreis im Arrondissement Mont-de-Marsan, im Département Landes und in der Region Aquitanien.

## Geschichte
Der Kanton wurde am 4. März 1790 im Zuge der Einrichtung der Départements als Teil des damaligen „Distrikts Saint-Sever“ gegründet.
Mit der Gründung der Arrondissements am 17. Februar 1800 wurde der Kanton als Teil des damaligen Arrondissements Saint-Sever neu zugeschnitten.
Mit der Auflösung des Arrondissement Saint-Sever am 10. September 1926 wurde der Kanton im Arrondissement Mont-de-Marsan integriert.
Siehe auch: Geschichte Département Landes und Geschichte Arrondissement Mont-de-Marsan.

## Gemeinden
| Gemeinde               | Einwohner Jahr | Fläche km² | Bevölkerungsdichte | Code INSEE | Postleitzahl |
| ---------------------- | -------------- | ---------- | ------------------ | ---------- | ------------ |
| Aubagnan               | 248 (2013)     | –          | – Einw./km²        | 40016      | 40700        |
| Castelner              | 110 (2013)     | –          | – Einw./km²        | 40073      | 40700        |
| Cazalis                | 145 (2013)     | –          | – Einw./km²        | 40079      | 40700        |
| Hagetmau               | 4569 (2013)    | –          | – Einw./km²        | 40119      | 40700        |
| Horsarrieu             | 661 (2013)     | –          | – Einw./km²        | 40128      | 40700        |
| Labastide-Chalosse     | 142 (2013)     | –          | – Einw./km²        | 40130      | 40700        |
| Lacrabe                | 250 (2013)     | –          | – Einw./km²        | 40138      | 40700        |
| Mant                   | 289 (2013)     | –          | – Einw./km²        | 40172      | 40700        |
| Momuy                  | 456 (2013)     | –          | – Einw./km²        | 40188      | 40700        |
| Monget                 | 88 (2013)      | –          | – Einw./km²        | 40189      | 40700        |
| Monségur               | 396 (2013)     | –          | – Einw./km²        | 40190      | 40700        |
| Morganx                | 183 (2013)     | –          | – Einw./km²        | 40198      | 40700        |
| Peyre                  | 256 (2013)     | –          | – Einw./km²        | 40223      | 40700        |
| Poudenx                | 232 (2013)     | –          | – Einw./km²        | 40232      | 40700        |
| Sainte-Colombe         | 674 (2013)     | –          | – Einw./km²        | 40252      | 40700        |
| Saint-Cricq-Chalosse   | 633 (2013)     | –          | – Einw./km²        | 40253      | 40700        |
| Serres-Gaston          | 377 (2013)     | –          | – Einw./km²        | 40298      | 40700        |
| Serreslous-et-Arribans | 201 (2013)     | –          | – Einw./km²        | 40299      | 40700        |